# Locqueltas
Locqueltas é uma comuna francesa na região administrativa da Bretanha, no departamento Morbihan. Estende-se por uma área de 19,45 km². Em 2010 a comuna tinha 1 861 habitantes (densidade: 95,7 hab./km²).